# Solbiate Arno
Solbiate Arno es una localidad y comune italiana de la provincia de Varese, región de Lombardía, con 4.278 habitantes.

## Evolución demográfica
| Gráfica de evolución demográfica de Solbiate Arno entre 1861 y 2001 |
|                                                                     |
| Fuente ISTAT - elaboración gráfica de Wikipedia                     |